# Лепси
Лепси (каз. Лепсі, до 2010 г. — Лепсинск) — село (в прошлом город) в Алакольском районе Жетысуской области Казахстана. Административный центр Лепсинского сельского округа. Код КАТО — 193467100.

## География
Вся территория Лепсинской местности расположена в высокогорном районе в верховьях реки Лепсы по северным склонам хребта Джунгарского Алатау на высоте 1000 м над уровнем моря. Прилегающая территория является необычайно живописной и почти не тронута хозяйственной деятельностью человека. Горные леса, озера и чистейшие реки охватывают территорию местности. На юге в 40 км находится граница с КНР. В 2010 году на территории Лепсинска был открыт Жонгар-Алатауский национальный парк.

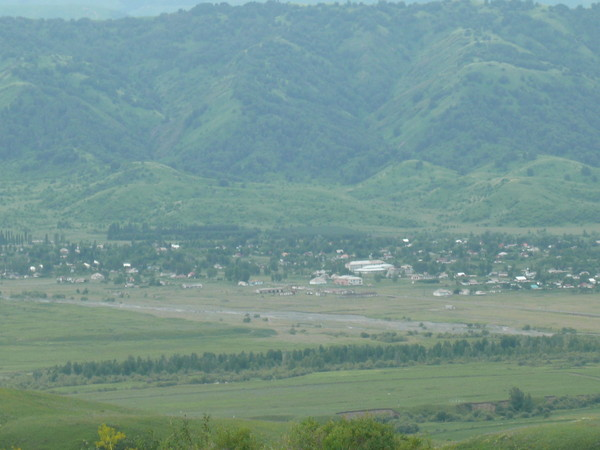
Лепсинск

## Климат
Благодаря тому, что Лепсинск находится в котловине, ветры здесь очень слабые, в темное время суток происходит гравитационный отток масс холодного воздуха с гор в долину, что формирует здесь достаточно прохладный и влажный климат. Средняя многолетняя температура воздуха равна +2,4 °C, абсолютный минимум −49 °C (1951 г.) абсолютный максимум +39 °C (1983 г.). В год в среднем выпадает около 700 мм осадков, при этом за холодный период — выпадает 260 мм и за теплый — 440 мм.

## Гидрография
Почти вся территория Лепсинской местности находится в горной зоне и как любой другой горный район Джунгарского Алатау изобилует широко разветвленной сетью речек и ключей. Рядом с селом протекает река Лепсы, а также её многочисленные притоки (Аганакатты и др.) В 15 км от села на высоте 1635 м над у. м. находится живописное озеро Жасылколь.

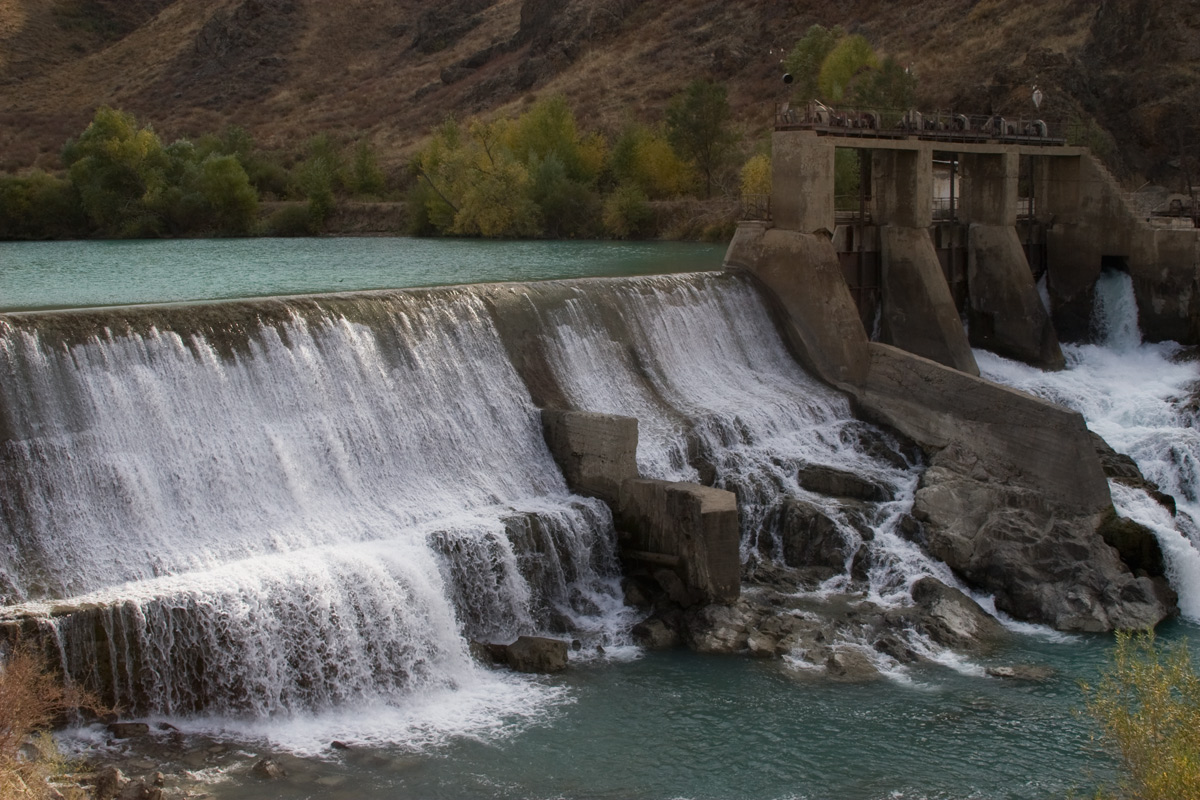
р. Лепсы в районе Антоновской ГЭС

## Хозяйственная деятельность
Регион имеет большой потенциал для развития экотуризма. Население большей своей частью занимается скотоводством и земледелием. Наличие разнообразных растений медоносов создаёт хорошие условия для получения высоких сборов мёда. Пчеловодство также является распространённым занятием местных жителей. Местный мед считается одним из лучших в Казахстане.

## История
Именно здесь, в долине Ой-жайлау, служившей летним пастбищем Буленхана, 4 июня 1846 года был подписан договор о присоединении Старшего жуза к России. Для этого на переговоры с казахскими ханами приехал генерал Вишневский из Омска. Китайцы, захватившие в конце XVIII века столицу Джунгарии, считали, что в связи с этим им должны принадлежать все земли, принадлежавшие Джунгарскому ханству, включая районы нынешнего Восточного Казахстана и Семиречья. В то время китайцы стремительно расширяли свою территорию. О том, что происходило с захваченными народами после вхождения в Китай, свидетельствуют дальнейшие судьбы джунгаров, которых почти полностью вырезали, и кашгарцев, которые в результате кровопролитных войн вынуждены были покориться. Однако договор между Россией и Старшим жузом перечеркнул планы Китайской империи. Подписание договора с Россией состоялось в районе древнего каменного кургана, что было довольно символично, ведь скифский князь, похороненный в кургане, мог быть предком как казахов, так и русских.
По приказанию командования в долине решено было оставить команду из 150 сибирских казаков, основавших станицу Верхнелепсинскую, позже переименованную в Лепсинск. Здесь находился один из пикетов, который охранял границу с Китаем, образно говоря, «держал запертыми Джунгарские ворота». До революции в селении было около 40 мельниц, а также крупные кирпичный и спиртовой заводы, принадлежащие предпринимателю Пугасову. Кирпичи, сделанные более века назад, имеют фирменный знак и до сих пор сохраняют свою прочность. Их изготавливали по особой технологии, глина долгое время вымачивалась и проходила потом особый обжиг.

### Основные события в цифрах и фактах

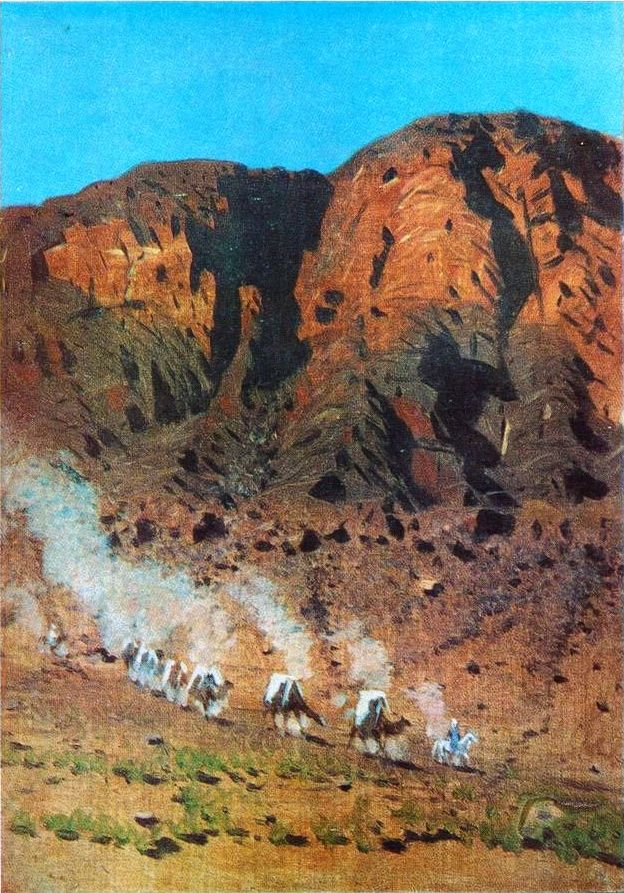
Василий Верещагин. «Горы, окружающие Лепсинскую станицу», 1869—1870 гг.
Государственный музей искусств Казахстана имени А. Кастеева.

- Апрель 1846 года — образован Чубар-Агачский пикет под командованием офицера Бозачинина.
- Июль 1846 года — подписание договора между Россией и Старшим Жузом. Для охраны аулов оставлена сотня казаков. Торговлю в населенном пункте организовал купец Масленников.
- 1855 год — сборной полусотней казаков Сибирского линейного казачьего войска основана станица Верхне-Лепсинская.
- 1858 год — из Тобольской губернии в станицу Верхне-Лепсинскую переселены 300 семей крестьян.
- 1862—1864 годы — после отмены крепостного права началось массовое переселение крестьян из центральных районов России.
- 1867 год — населённый пункт стал называться станицей Лепсинской.
- 1880 год — часть станицы получает статус города, центра Лепсинского уезда. (до 1918 года существовали отдельно город Лепсинск и станица Лепсинская, разделённые речкой Буленька)
- 1898 год — пущен спиртоводочный завод Пугасова. Прибыли переселенцы из Татарстана.
- 1906—1916 годы — в результате Столыпинской аграрной реформы началось заселение Лепсинского уезда переселенцами с Украины. Образовано 17 новых поселков, построена линия связи Сарканд-Лепсинск-Бахты.
- 1913 год — утверждён герб Лепсинска. В станице проживает 6249 человек, а в городе 8764 человека. В городе работают 2 пивоваренных Пугасовских завода, 2 маслобойни, 2 кожевенных, 2 кирпичных завода, 22 водяные мельницы, 14 кабаков и воскозавод. В городе функционировало 2 церкви, 3 мечети, церковно¬приходская начальная и татарская школы. Торговая площадь города занимала 10 га земли. По пятницам жители близлежащих сёл съезжались на ярмарку. В этом году местные пчеловоды отправили бочку меда в Петербург на празднование 300-летия дома Романовых.
- 1916 год — восстание крестьян в уезде. Письмо Тынышпаева генерал-губернатору Куропаткину о причинах восстания.
- Июль 1917 года — первая попытка установить Советскую власть фронтовиками Фёдором Черкашиным и Захаром Дегтярёвым
- Март 1918 года — установление Советской власти. Первым председателем совнаркома был избран Воеводин.
- 1918—1920 годы — Гражданская война. В Лепсинске находился штаб атамана Анненкова.
- 1920 год — из Ташкента был прислан новый секретарь уездного горкома Сулимов.
- Январь 1928 года — Лепсинский уезд ликвидирован.
- 1929 год — вновь начал функционировать спиртозавод, директором которого был Москаленко.
- 1930 год — Лепсинск становится центром Лепсинского района (упразднён в 1935 году).
- 1931—1933 годы — в результате коллективизации образованы колхозы: «Лепсинск», «Северная Семиреченская Звезда», «Восточная Заря», «Яна Йол», «Пламя», имени Калинина, «Интернационал», имени 16-го Партсъезда. Открыто педучилище.
- 1936 год — город понижен в статусе до села. Управление перевели в Андреевку. В городском саду был открыт памятник пограничникам. Запрещено богослужение в мечети. Сброшены колокола с церкви, ликвидирован госбанк, часть домов разобраны и перевезены в другие населённые пункты.
- 1941—1945 годы — в годы войны население Лепсинска было мобилизовано на фронт и тыловые работы. В верховье реки Сарымсакты открыт рудник по добыче цветных металлов (вольфрам).
- 1951 год — первый выпуск средней школы. Окончательно перестал работать спиртозавод.
- 1953 год — педучилище переведено в город Панфилов. Открыт Библиотечный техникум.
- 1957 год — создан совхоз «Лепсинский», директором которого был Деркач.
- 1959 год — в селе было 5 телефонов и 150 радиоточек.
- 1961 год — создан Лепсинский плодомехлесхоз, первым директором которого был Маслов.
- 1962 год — проложен водопровод.
- 1965 год — на месте базара построена новая школа. Детский дом переведён в город Сарканд.
- 1967 год — Библиотечный техникум переведён в Каскелен. Воздвигнут обелиск павшим за Советскую власть.
- 1969 год — построена телефонная станция на 100 номеров. В селе насчитывалось 1100 радиоточек.
- 1972 год — в церковном саду открыт Дом отдыха.
- 1976 год — начался прием телевизионных передач
- 1981 год — построена школа на 1176 мест.
- 1982 год — на территории Лепсинского сельского совета проживают 173 участника Великой Отечественной войны.
- 1988 год — началось строительство Дома Культуры.
- 1989 год — по результатам Всесоюзной переписи населения в селе проживают 1948 человек.
- 1991 год — в средней школе открыт первый казахский класс. Прибыли первые переселенцы из Монголии. Расформирован совхоз «Лепсинский» и организована Ассоциация Малых Предприятий.
- 1996 год — Лепсинску 150 лет. В селе проживает 1527 человек.
- 1997—1998 годы — Лепсинская школа преобразована в гимназию.
- 2006 год — Лепсинску 160 лет. В Лепсинском округе проживает 1693 человека.
- 2010 год — на территории Лепсинского округа открыт Жонгар-Алатауский национальный парк.

## Население
| 1923 | 1989  | 1999  | 2009  | 2021 |
| ---- | ----- | ----- | ----- | ---- |
| 7383 | ↘1987 | ↘1391 | ↘1151 | ↘993 |

В 1999 году население села составляло 1391 человек (689 мужчин и 702 женщины). По данным переписи 2009 года, в селе проживал 1151 человек (570 мужчин и 581 женщина).

## Известные уроженцы
- Погорельский, Иван Васильевич (1910—2001) — советский и российский историк
- Подколзин, Евгений Николаевич (1936—2003) — генерал-полковник, командующий Воздушно-десантными войсками России(1991—1996)